# Wolfgang Ramadan

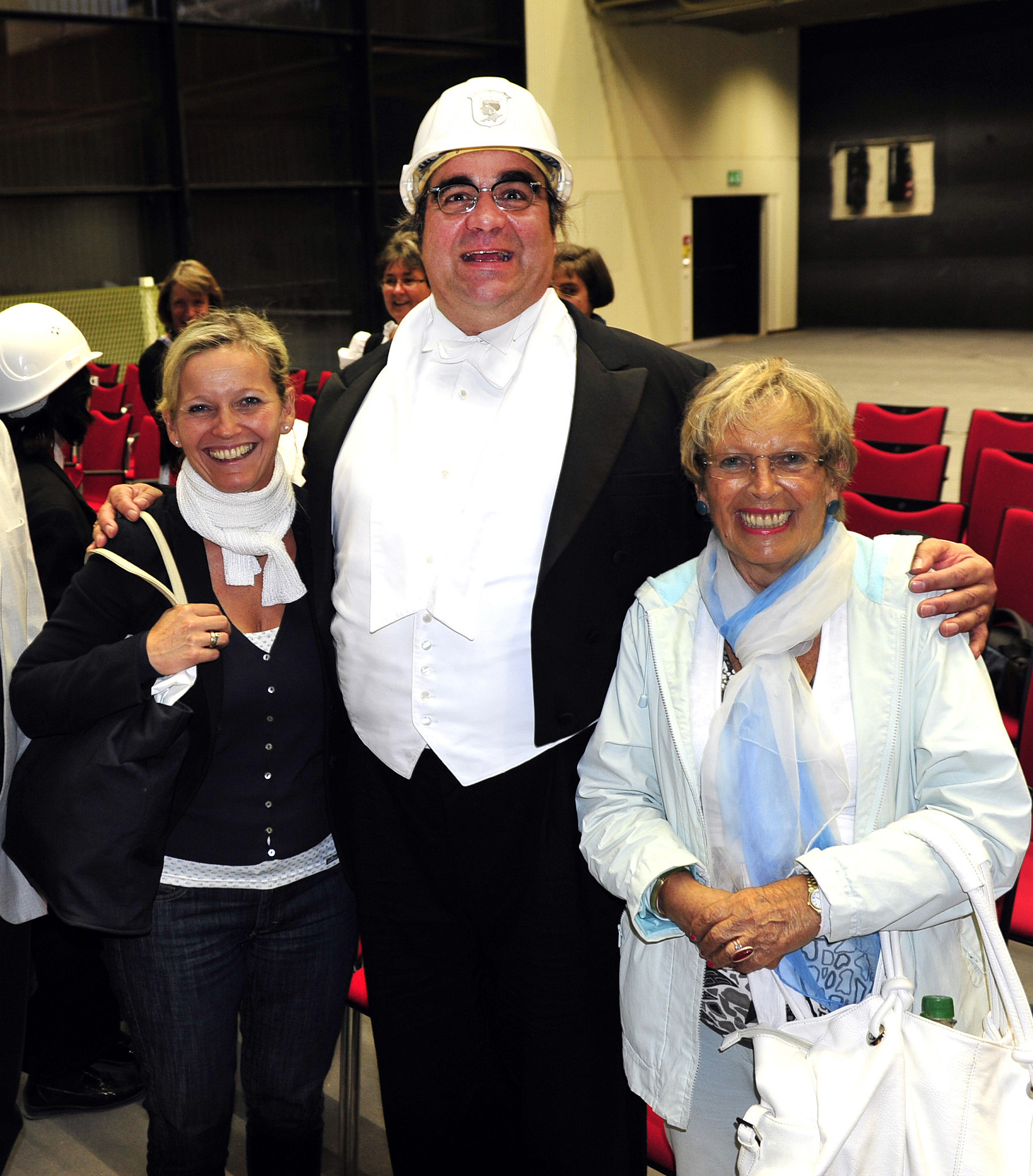
Wolfgang Ramadan mit der Urenkelin (li) und der Enkelin (re) von Karl Valentin, 29. Juli 2010

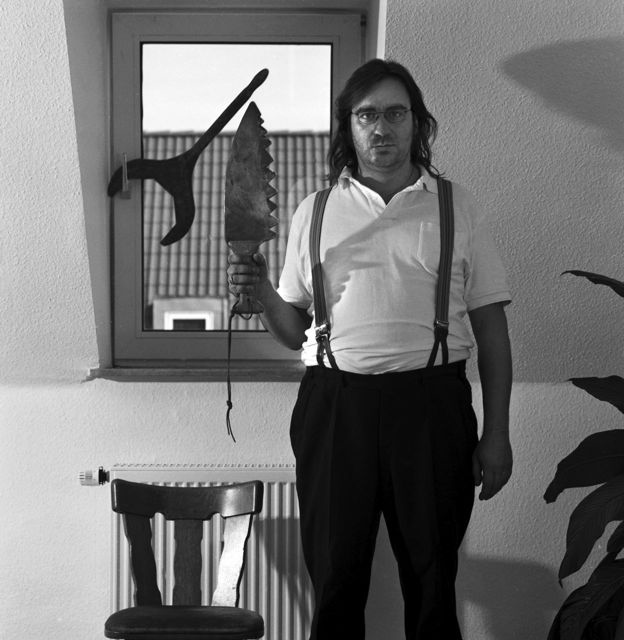
Wolfgang Ramadan (1998)

Wolfgang Ramadan (* 29. Januar 1960 in München als Wolfgang Ferdinand Windorfer) ist ein deutscher Kultur- und Veranstaltungsmanager sowie Lyriker, Musiker und Schauspieler.

## Biografie
In den 1960er Jahren wuchs Wolfgang Ramadan in mehreren Pflegefamilien auf. Als er sechs Jahre alt war, heiratete seine Mutter den Palästinenser Abdel Karim Ramadan, der ihm laut Geburtsurkunde 1969 seinen Familiennamen erteilte. Seinen leiblichen Vater, einen deutschstämmigen Brasilianer, lernte er nie persönlich kennen. In seiner Jugend war er musikalisch sehr aktiv, absolvierte eine kaufmännische Lehre und machte sich danach mit einer Event- und Werbeagentur Ramadan - Ihr Mann! selbstständig.
Nach zwei Jahren Portugal kehrte Ramadan nach München zurück. Aus gesundheitlichen Gründen verbrachte er auch einige Zeit in Indien, seitdem ist er diesem Land sehr verbunden und hält sich immer wieder dort auf. In den 80er Jahren begann Ramadan mit dem Schreiben und verfasste erfolgreich Mundart-Liebesgedichte. Damit trat er als Bühnenlyriker auf. Als solcher wurde er 1989 auch für Werbeveranstaltungen für die 200-Jahr-Feier des Englischen Gartens engagiert und aufgrund früherer Erfahrungen als Veranstalter zum Spielleiter des Amphitheaters bei den Feierlichkeiten befördert. Danach folgten zahlreiche weitere Aufgaben als Organisator und Veranstalter.
Ab 1990 wurde er zum Kulturreferenten von Garching bei München berufen, wo er fünf Jahre lang die kulturellen Veranstaltungen, u. a. auch die Veranstaltungen zur Stadterhebung Garchings, organisierte. 15 Jahre später organisierte er als Kulturamtsleiter, Regisseur und Schauspieler die Eröffnung des Bürgerhauses Unterföhring. Das Stationentheater "Die Orchesterprobe - war die gestern oder im zweiten Stock?" ziemlich frei nach Karl Valentin wurde mit seinen 100 Mitwirkenden und 20 ausverkauften Vorstellungen zum Theaterereignis des Landkreises München. Danach etablierte er sich mit eigenen Konzepten als selbstständiger Veranstalter mit der Agentur Ramadan Kulturmanagement (ab 2002 artmoves). Er organisierte erfolgreich die "kulturelle Grundversorgung" mit „Kulturabos“ in mehreren südbayerischen Städten. Zur 850-Jahr-Feier der Stadt München war er 2008 und 2009 als Kurator des Altstadtringfests und des Stadtgründungsfests tätig. Darüber hinaus engagiert er sich für Theater und Schauspielprojekte, beispielsweise in den 90er Jahren für das Münchner Volkstheater oder 2009 für die Naturbühne auf dem Blomberg bei Bad Tölz. Dazu ist er auch dem Kabarett verbunden und organisiert Veranstaltungen mit zahlreichen bekannten Kabarettisten, Schauspielern und Musikern.
Neben seiner Bedeutung als Kunstimpresario und -manager ist Ramadan auch selbst künstlerisch tätig. Zu seiner lyrischen Tätigkeit kommen Auftritte als Schauspieler, unter anderem hatte er einen Auftritt im Film Rama dama. Musikalisch ist er dem aus der Karibik stammenden Musiker Wally Warning verbunden, der lange in seiner Nachbarschaft lebte. Er tritt aber auch selbst des Öfteren als Musiker auf, war in den 90ern mit Band unterwegs und hat bereits mehrere CDs mit anderen Musikern aufgenommen und über den eigenen Verlag mehrcedes veröffentlicht.
2011 berichtet Filmemacher Walter Steffen in seinem Film "Gradaus daneben - Geschichten vom Starnberger See" über den Musiker, Impresario und Poeten Wolfgang Ramadan. 2012 drehte Reinhard Kungel im Auftrag des Bayerischen Fernsehens eine Dokumentation über Ramadan für die Sendereihe Lebenslinien unter dem Titel "Leben ist lieben".
2013 inszenierte Ramadan Pension Nirvana das weltweit erste Sessel-Lift-Theater an der Blomberg-Sesselbahn in Bad Tölz. Wegen des Erfolges wurde es 2014 wiederholt, insgesamt waren es 50 Vorstellungen. Im selben Jahr spielte Wolfgang Ramadan in Walter Steffens Kinofilm Bavaria Vista Club eine tragende Rolle.
2015 bearbeitete Wolfgang Ramadan Kälberbrüten – das Faschingsspiel von Hans Sachs – auf bairisch. Es wurde in Bad Tölz mit 25 Vorstellungen zum Publikumserfolg.

## Werke
Bücher
- Peng! I hob die gseng. Gedichte. Urbanverlag, 1990, ISBN 3-925334-42-4
- Real Bairisch. Omram Verlag, Icking 2014, ISBN 978-3-944285-03-0
- Einfach so ... Omram Verlag, Icking 2015, ISBN 978-3-944285-04-7

CDs
- Ramadan: Born in Bavaria, 1996.
- Einfach so..., Wolfgang Ramadan und Jakob Schmidt (Cello), 2002, mehrcedes
- Wolf & Gang, 2003, mehrcedes
- Mon Armi - Drei Lieder gegen Krieg, für Frieden, 2003, mehrcedes

DVDs
- William Schäxsbier: Der Widerspenstigen Zähmung auf Bairisch, Eigenproduktion, 2011
- Pension Nirvana - Philosokomischer Spaziergang, Eigenproduktion, 2013
- Gradaus Daneben
- München in Indien, Konzept+Dialog.Medienproduktion, 2013
- Bavaria Vista Club, Konzept+Dialog.Medienproduktion, 2015

Theater
- Shakespeare auf Bairisch - Bayerische Bearbeitung von Shakespeares Der Widerspenstigen Zähmung, 1992, Drei Masken Verlag[3]
- Einfach so ..., Eigenproduktion, 1998
- Gitanjali, Eigenproduktion, 2010
- Pension Nirvana - Philosokomischer Spaziergang - Stationentheater, Eigenproduktion, 2013
- Wer ko der ko - Kälberbrüten, Eigenproduktion, 2015

 Kabarett
- Wally & Wolfi, Eigenproduktion, 2012

## Serie Mieter Wolfgang
Ab 1998 veröffentlichte die Süddeutsche Zeitung eine Fotokolumne in der
Wolfgang Ramadan in der Rolle des Mieter Wolfgang Alltagserfahrungen als Mieter thematisierte, humoristisch reflektierte und dem Fotografen Andreas Bohnenstengel Model stand.

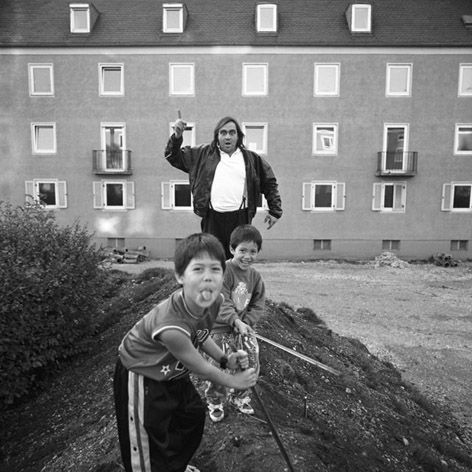
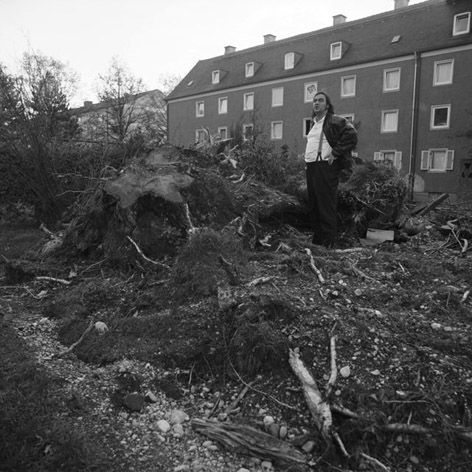
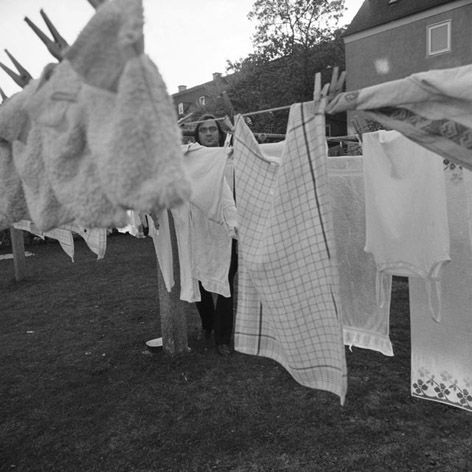
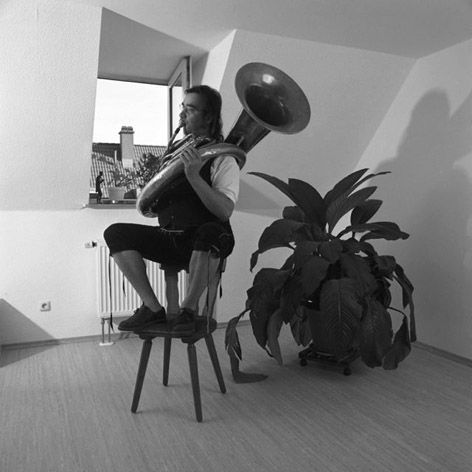

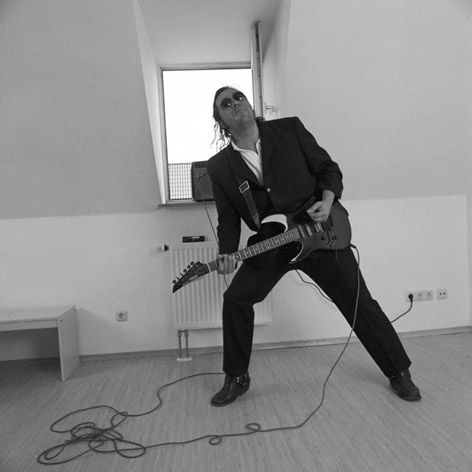
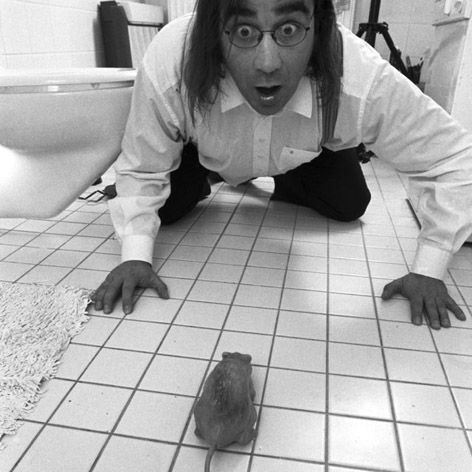
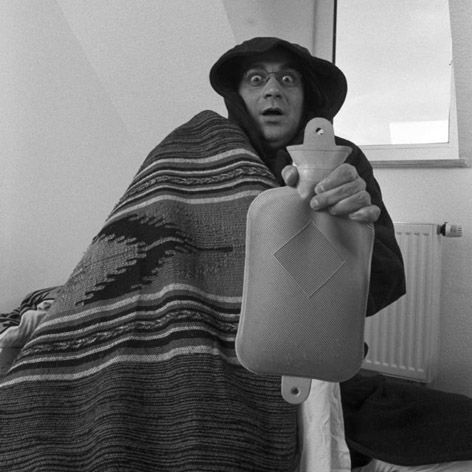
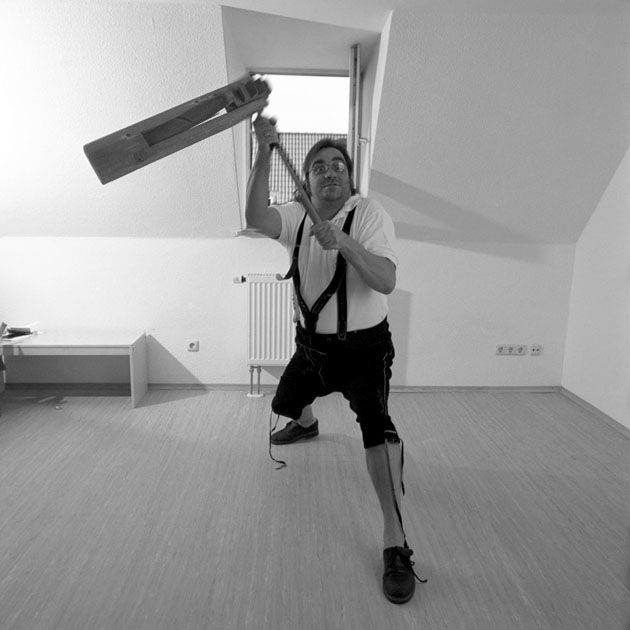